# Moedor
Moedor lub moidor (fr. moedore, moïdore, zanglicyzowane moidor od zniekształconego port. moeda de ouro – dosł. „złota moneta”) – potoczna nazwa portugalskiej wysokowartościowej monety złotej z ostatniej ćwierci XVII i pierwszej połowy XVIII w., funkcjonująca w handlu międzynarodowym.
Stanowiąc kontynuację portugała w czasach panowania dynastii Bragança, moedor emitowany był w obiegu pieniężnym Portugalii i Brazylii w latach 1640-1732. Podobnie do poprzednika, na awersie nosił herb królestwa, a na odwrocie krzyż wraz z mottem „In hoc signo vinces”. W 1642 bity był z 22-karatowego złota. Po wprowadzeniu w 1662 r. cruzado jako podstawowej monety złotej w Portugalii, określenie moeda de ouro zaczęto odnosić do poczwórnego cruzado (= 1/5 dobrão) o wadze 13,77 g (przy zawartości złota 12,63 g), a równego 4000 réis (portugalskich realów). W 1668 przewartościowano moedor o 10% do 4400 realów, a później (1722) dokonano dalszego przewartościowania do 4800 réis.
W 1722 nazwę tę przeniesiono na złotą monetę wartości 1/10 dobrão (5,378 g) o zawartości kruszcu 4,93 g.
Podwójny moedor określano mianem lisbonine.
W zachodniej Europie oraz w Indiach Zachodnich (zwłaszcza na Barbados) moedor kursował długo po zaprzestaniu jego emisji. Na przełomie XVII/XVIII stulecia stanowił główną monetę złotą w Irlandii i (zachodniej) Anglii, odpowiadając tam wartości 27½ szylinga. Było to pośrednie następstwo traktatu w Methuen (1703) zawartego podczas hiszpańskiej wojny sukcesyjnej i skutkującego ujemnym bilansem handlowym Portugalii.
Wspominany niejednokrotnie w XVIII-wiecznej literaturze europejskiej – m.in. w Podróżach Guliwera Jonatana Swifta, Przypadkach Robinsona Kruzoe Daniela Defoe czy w Kandydzie Woltera.